# Papyrus
 Denne artikel omhandler en plante og et skrivemateriale. Opslagsordet har også en anden betydning, se Papyrus (tv-serie).
Papyrus (Cyperus papyrus) er en plante som bruges til at fremstille et af verdens ældste skrivematerialer, som også kaldes papyrus.

## Navnet
Det danske ord papir har sine rødder i ordet papyrus, efter det græske navn for planten, muligvis med ophav i det egyptiske ord papuro eller pa-per-aa med betydningen "kongelig" eller "tilhørende farao", idet myndighederne kontrollerede fremstillingen af papyrus og de gårde, hvor planten blev dyrket. Ellers hed planten djet eller tjufi eller wadj, alle tre ord er knyttet til begrebet "friskhed". Wadj antyder også frodighed, blomstring og noget grønt. Straks papyrusen var skåret, indhøstet og behandlet, blev den kaldt djema, som kan have betydet "ren" eller "åben" med henvisning til papirets ubeskrevne overflade. 

## Historie
Papyrus blev udviklet i Egypten ca. 4.000 år før vor tidsregning, og blev en af datidens største eksportartikler for Egypten, kun overgået af tekstileksporten, og fik en kolossal indflydelse på Egyptens udvikling. Papyrus blev fremstillet under statsmonopol, og fremstillingsmetoden forblev en velbevaret hemmelighed. Så hemmelig, at opskriften på papyrus end ikke blev nedskrevet, men videregivet mundtligt fra generation til generation af producenterne. Planten blev betragtet som hellig. Dens blomst symboliserede solen, mens den trekantede stilk symboliserede det egyptiske tegn for uendelighed. Planten indgik i ritualerne ved tilbedelsen af de egyptiske guder. Solguden Ra vises ofte med blomsten fra Cyperus papyrus.
Cyperus papyrus voksede ved Nildeltaet og langs Nilens bredder, hvor det kunne forsyne Egypten med det nødvendige råmateriale. Planten har mange egenskaber, og blev derfor brugt til fremstilling af både, sejl, reb, måtter, sandaler, legetøj som dukker, amuletter mod halssygdomme  og til kurve. Den kurv Moses blev lagt i, var lavet af Cyperus papyrus (kilde mangler). Da Thor Heyerdahl byggede RA II i 1970, benyttede han i lighed med de gamle egyptiske bådebyggere papyrus. 
Men det var som skrivemateriale, planten fik den største betydning. Dels som en enorm indtægtskilde via en stor eksport, og dels fordi den gav egypterne en helt ny og mere håndterlig måde at opbevare sine informationer og sin viden på. På papyrus samlede og opbevarede man viden om religion, filosofi, litteratur, videnskab, kunst, medicin og historie.
Papyrus blev brugt som skrivemateriale i hele middelhavsområdet, ligesom det blev benyttet længere inde i Europa og i Sydvest-Asien.

## Fremstilling af papyrus
Fremstillingen af papyrus er en kompleks affære:
- stilken af Cyperus papyrus høstes
- den grønne yderbark fjernes, og marven skæres i lange strimler
- marven hamres for at knuse fibrene, hvorefter strimlerne lægges i vand i tre dage, så fibrene bliver bøjelige
- strimlerne skæres i passende længder, og placeres på et bomuldsunderlag, så de overlapper hinanden med ca. 1 mm
- et nyt lag strimler lægges vinkelret ovenpå med samme overlapning
- de to lag hamres nu hårdt, så de bankes sammen til et enkelt lag
- endnu et stykke bomuld lægges ovenpå, og det hele lægges i en presse, hvor det tørres
- tørreprocessen tager normalt i alt 3 dage, med hyppig udskiftning af bomuldsstofferne
- herefter gnides papyruset med elfenben eller muslingeskaller for at give det en glat og ensartet overflade

Indtil papiret kom til Egypten i begyndelsen af det 10. århundrede var papyrus uden konkurrence som skrivemateriale i Egypten. Men fremstillingen af papir var billigere og krævede ikke samme komplicerede arbejdsprocesser som fremstillingen af papyrus, og ganske hurtigt blev papiret det foretrukne skrivemateriale.
I Europa havde pergamentet fortrængt papyruset som skrivemateriale allerede i det 3. århundrede. Både papyrus og pergament må dog opbevares meget tørt og er så følsomme for luftfugtighed, at tekster i antikken måtte skrives af for at bevares. Et håndskrift i almindelig brug havde en levetid på allerhøjst 30 år. Alle tekster, vi har fra antikken, er derfor afskrifter af ældre tekster. Alderen på et papyrus (eller pergament) siger derfor ikke noget afgørende om tekstens alder.
Med tiden forsvandt planten Cyperus papyrus helt fra Nilens bredder, og kunsten at fremstille papyrus gik tabt.

## Dr. Hassan Ragab
I 1966 lykkedes det imidlertid for den egyptiske videnskabsmand Dr. Hassan Ragab (14. maj 1911-2004), at genopdage teknikken. Under et ophold i Kina havde han besøgt byen, hvor papirets skaber, T'sao Lin, kom fra. Da han havde set, hvordan kineserne fremstillede papir, besluttede han, at han ville reintroducere kunsten at lave papyrus i Egypten. 
Det var dog ikke så ligetil. Papyrus-planten voksede ikke længere i Egypten og måtte genindføres fra Sudan. Og da selve processen at fremstille papyrus ikke havde overlevet til vor tid, måtte han eksperimentere sig frem. Efter 4 års arbejde og forskning lykkedes det, og Dr. Hassan Ragab kunne præsentere nyt papyrus. I 1968 blev han dr.phil. ved Institut National Polytechnique de Grenoble i Frankrig. Emnet for afhandlingen var Papyrus and the manufacture of paper by the ancient Egyptians.
Dr. Hassan Ragab fik både national og international anerkendelse for sin genopdagelse af papyruset, og i 1982 kunne han modtage Rolex-prisen for bedste innovative turistprojekt.
I dag laves der atter papyrus i Egypten, ligesom planten Cyperus papyrus igen vokser langs Nilens bredder.